# جيمس بيري كونر
جيمس بيري كونر (بالإنجليزية: James Perry Conner)‏ هو محامي وقاضي وسياسي أمريكي، ولد في 27 يناير 1851 في مقاطعة ديلاوير في الولايات المتحدة، وتوفي في 19 مارس 1924 في دينيسون في الولايات المتحدة. حزبياً، نشط في الحزب الجمهوري. وقد انتخب عضو مجلس النواب الأمريكي.